# 舍努
舍努（法語：Chenou，法語發音：[ʃənu] ⓘ）是法国塞纳-马恩省的一个市镇，属于枫丹白露区。

## 地理
舍努（48°9'56"N, 2°39'29"E）面积13.74 平方千米，位于法国法蘭西島大區塞纳-马恩省，该省份为法国北部内陆省份，北起瓦兹省，西接埃松省、马恩河谷省、塞纳-圣但尼省和瓦兹河谷省，南至卢瓦雷省，东南接约讷省，东临马恩省和奥布省，东北接埃纳省。
与舍努接壤的市镇（或旧市镇、城区）包括：布格利尼、朗东堡、加蒂奈地区迈松塞勒、蒙德勒维尔。

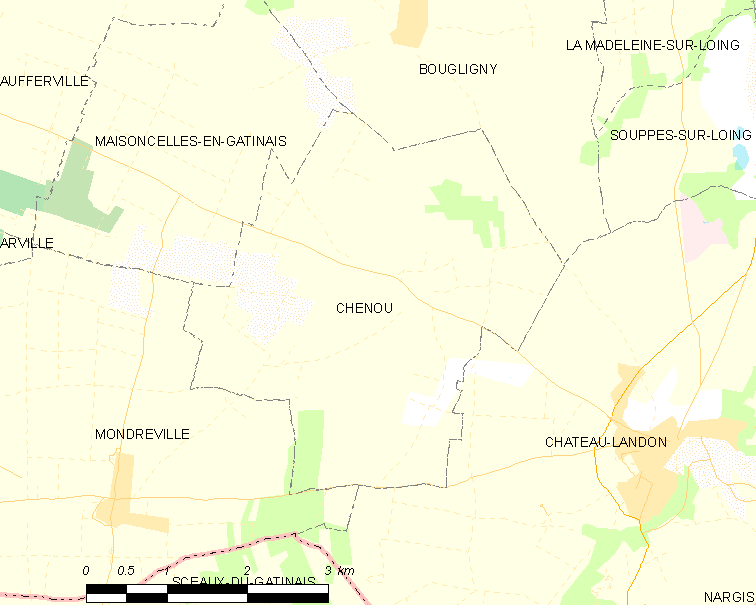
舍努的OSM定位图

舍努的时区为UTC+01:00、UTC+02:00（夏令时）。

## 行政
舍努的邮政编码为77570，INSEE市镇编码为77110。

## 政治
舍努所属的省级选区为讷穆尔县。

## 人口

1962-2008年间舍努人口变化图示

舍努于2022年1月1日时的人口数量为295人。